# Monte San Franco
Il Monte San Franco (2.132 m s.l.m.) è una montagna del massiccio del Gran Sasso d'Italia, posta sulle estreme propaggini settentrionali-occidentali del massiccio, lungo la dorsale occidentale, all'interno del Parco Nazionale del Gran Sasso e Monti della Laga. Collocato tra i comuni di L'Aquila e Pizzoli, prende il nome da Franco da Assergi, santo ed eremita di questi luoghi e dalle pendici ha origine il fiume Vomano, tra i più lunghi d'Abruzzo.

## Descrizione
Il San Franco è in posizione baricentrica tra la valle del Vomano a nord, la valle dell'Aterno ad ovest e la valle del Vasto a sud; sulle pendici occidentali è posto il passo delle Capannelle mentre sulle pendici orientali si sviluppa la piccola valle del Chiarino che dal lago di Provvidenza sale verso Campo Pericoli. Per la sua posizione, il San Franco è visibile da tutta la conca aquilana. Dalla cima la visuale spazia su tutta la Conca Aquilana a ovest, sui Monti della Laga e il Lago di Campotosto a nord e la parte settentrionale del Gran Sasso a sud-est.

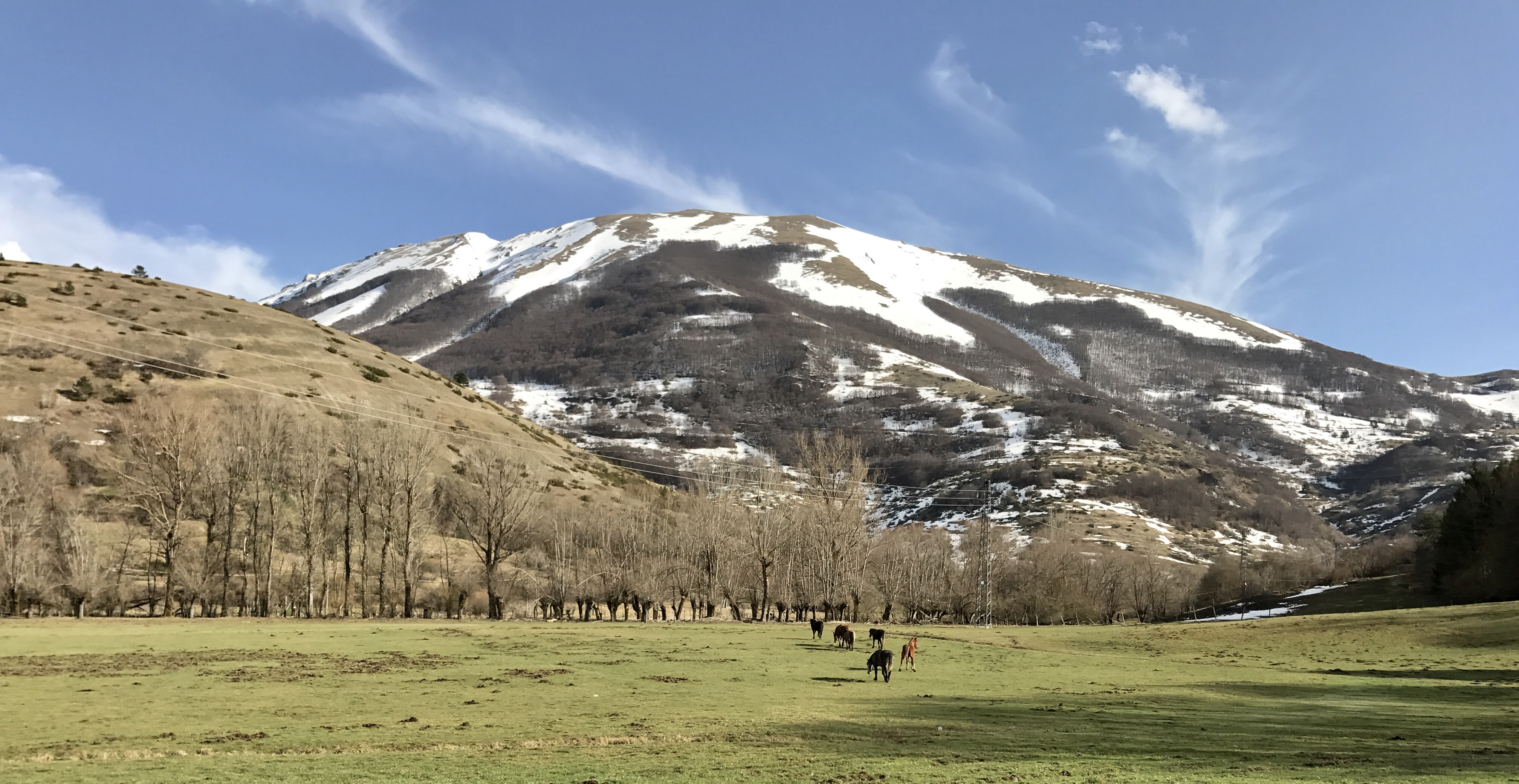
Visuale primaverile da nord-est nei pressi del bivio della strada statale 80 per Campotosto

Di forma arrotondata, abbastanza imponente, è erboso e completamente spoglio di vegetazione nel versante occidentale, più boscoso (faggio) nel versante orientale. L'area è particolarmente ricca d'acqua: ad ovest sono le sorgenti di San Franco ed a nord nasce il fiume Vomano, mentre a sud si sviluppa il rio Vasto che dà il nome all'omonima valle. Lungo le sue pendici meridionali, è attraversata dalla strada provinciale 86 del Vasto che, superando il valico di San Franco, collega il passo delle Capannelle ad Assergi; lungo la strada è collocata la chiesa di San Franco della Ienca, luogo di visita di papa Giovanni Paolo II.
La montagna ha una forte vocazione al pascolo di bestiame e alla pastorizia e si presta molto facilmente all'escursionismo e allo scialpinismo data la sua facilità di ascensione. Dalla cresta meridionale è possibile, in una lunga traversata panoramica sulle creste, raggiungere il rifugio Duca degli Abruzzi sul Monte Portella e Campo Imperatore dopo aver raggiunto in successione Monte Ienca, Pizzo Camarda, la cima Giovanni Paolo II, la cima delle Malecoste e Pizzo Cefalone. Dalla cima sono visibili a sud e est tutte le cime maggiori del Gran Sasso (Monte Corvo, Pizzo d'Intermesoli, Corno Grande), a nord i Monti della Laga e i Monti dell'Alto Aterno, a ovest i Monti che sovrastano Aragno, Collebrincioni e Arischia (Monte Stabiata), i gruppi montuosi di Monte Ocre-Monte Cagno, Monte Calvo, Monte Giano e Monte Cava-Monte San Rocco, parte del Velino-Sirente e il Terminillo.